# Instytut Profilaktyki Społecznej i Resocjalizacji Wydziału Stosowanych Nauk Społecznych i Resocjalizacji Uniwersytetu Warszawskiego
Instytut Profilaktyki Społecznej i Resocjalizacji – część Wydziału Stosowanych Nauk Społecznych i Resocjalizacji Uniwersytetu Warszawskiego. Został powołany w 1972.
Mieści się przy ulicy Podchorążych 20 w pobliżu Parku Łazienkowskiego, na Dolnym Mokotowie. Kształci studentów do poziomu magistra na kierunkach profilaktyka społeczna i resocjalizacja; do poziomu licencjata na kierunku praca socjalna; na poziomie magisterskich na kierunku kryminologia, a także na licznych studiach podyplomowych. Instytut nadaje swoim studentom uprawniania pedagogiczne, pod warunkiem odbycia stosownych praktyk.
Pracownicy Instytutu prowadzą ponadto liczne badania naukowe z zakresu pedagogiki (resocjalizacyjnej i społecznej), socjologii, psychologii, kryminologii, penologii i integracji. Jednym z cyklicznych wydawnictw jest Atlas przestępczości w Polsce.

## Kierunki i specjalizacje

### Profilaktyka społeczna i resocjalizacja
Interdyscyplinarny kierunek studiów licencjackich i magisterskich uzupełniających. Został uruchomiony w 2008.
W ramach kierunku prowadzone są następujące specjalizacje:
- prawno-kryminologiczna
- innowacje społeczne i rewitalizacja
- wychowanie resocjalizujące
- migracje i integracja kulturowa
- polityki publiczne

### Praca socjalna
Trzyletnie studia licencjackie, dające uprawnienia pracownika socjalnego. Został uruchomiony w 2008 roku. 

### Kryminologia
Dwuletnie studia magisterskie. Pierwszy w Polsce kierunek studiów z zakresu kryminologii. 

## Kadra
Dyrektorem Instytutu jest dr hab. Tomasz Kaźmierczak. Jednostka zatrudnia 2 profesorów, 14 doktorów habilitowanych i 29 doktorów.

## Struktura
Instytut dzieli się na katedry i zakłady. Posiada także pracownię komputerową i bibliotekę.

### Katedry
- Katedra Kryminologii i Polityki Kryminalnej: prof. dr hab. Andrzej Rzepliński - kierownik,  dr hab. prof. UW Antoni Bojańczyk, dr Barbara Błońska, dr Łukasz Chojniak, dr Andrij Kosylo, dr Maria Niełaczna – sekretarz, dr Katarzyna Witkowska-Rozpara, dr Dagmara Woźniakowska-Fajst[3]. Pracownicy emerytowani: prof. dr hab. Andrzej Siemaszko, prof. dr hab. Teodor Szymanowski, dr hab. prof. UW Beata Gruszczyńska, dr hab. prof. UW Anna Kossowska.
- Katedra Socjologii Norm, Dewiacji i Kontroli Społecznej: dr hab. Mikołaj Pawlak - kierownik, dr Agnieszka Dudzińska, dr Marta Kindler, dr Stanisław Tyszka (urlop), dr Tomasz Warczok[3]. Pracownicy emerytowani: prof. dr hab. Jerzy Kwaśniewski, doc. dr Joanna Zamecka.
- Katedra Pedagogiki Społecznej: dr hab. Danuta Lalak - kierownik, dr hab. Aneta Ostaszewska – sekretarz, dr Katarzyna Rychlicka-Maraszek, dr hab. Bohdan Skrzypczak, dr Katarzyna Szumlewicz. Pracownicy emerytowani: dr hab. prof. UW Janusz Surzykiewicz, prof. dr hab. Tadeusz Pilch[3].

### Zakłady
- Zakład Pedagogiki Resocjalizacyjnej: doc. dr Elżbieta Bielecka - p.o. kierownika,  dr Agnieszka Salamucha, dr Bartłomiej Skowroński, dr Dariusz Schmidt – sekretarz, dr Paweł Szczepaniak[3]. Pracownicy emerytowani: dr hab. prof. UW Lesław Pytka, dr hab. prof. UW Andrzej Rejzner, dr hab. Tomasz Rudowski.
- Zakład Prawa i Polityki Penitencjarnej[4]: dr hab. Adam Redzik - kierownik, dr hab. Tomasz Przesławski, dr Paweł Kobes[3]. Pracownicy emerytowani: dr hab. prof. UW Michał Porowski, dr hab. Barbara Kowalska-Ehrlich.
- Zakład Prawnych i Społecznych Badań Integralnokulturowych: dr hab. Jarosław Utrat-Milecki, doc. dr Jadwiga Królikowska,dr Bogusława Filipowicz, dr Łukasz Ostrowski - sekretarz, dr Sylwia Różycka-Jaroś[3]
- Zakład Psychologii Dewiacji: dr Ewa Michałowska - p.o. kierownika, dr Ewa Kiliszek, dr Grzegorz Kudlak, dr Wojciech Wypler – sekretarz[3]. Pracownicy emerytowani: dr hab. prof. UW Krystyna Ostrowska, dr hab. prof. UW Aleksandra Korwin-Szymanowska.
- Zakład Socjologii Zmian Społecznych: dr hab. Wojciech Misztal - kierownik zakładu,  prof. dr hab. Aleksander Manterys, dr Ewa Stachowska[3]. Pracownicy emerytowani: dr hab. Elżbieta Budakowska, prof. dr hab. Władysław Misiak, dr hab. prof. UW Wojciech Kostecki,  prof. dr hab. Maria Libiszowska-Żółtkowska.
- Zakład Teorii i Metod Pracy Socjalnej: dr hab. Tomasz Kaźmierczak - kierownik, dr. Łukasz Drozda, dr hab. Mirosław Górecki, dr Marta Łuczyńska, dr Anna Olech[3]. Pracownicy emerytowani: dr hab. prof. UW Jerzy Szmagalski.

W Instytucie Profilaktyki Społecznej i Resocjalizacji pracuje też dr hab. Adriana Mica.

## Absolwenci (m.in.)
- Jarosław Dubiel − publicysta, ekoaktywista, współzałożyciel i działacz Ruchu Wolność i Pokój, działacz opozycji demokratycznej w PRL
- Tomasz Karolak − aktor
- Afrojax − muzyk, dziennikarz, lider Afro Kolektywu
- Michał Olszański − dziennikarz radiowy i telewizyjny, pedagog
- Ludwik Dorn − polityk, działacz opozycyjny w PRL, poseł wielu kadencji, minister spraw wewnętrznych i administracji, marszałek Sejmu, wicepremier, współzałożyciel Prawa i Sprawiedliwości
- Gerard Pokruszyński − dyplomata, konsul i ambasador Polski w Islandii
- Iwona Schymalla − dziennikarka telewizyjna i publicystka
- Ewa Siedlecka − dziennikarka
- Sidney Polak − muzyk, członek zespołu T.Love
- Anna Sochańska − urzędniczka, dyplomatka, ambasador Polski w Irlandii
- Paweł Wypych − polityk, prezes ZUS, sekretarz stanu w Kancelarii Prezydenta RP
- Zbigniew Zaniewski − naukowiec, cybernetyk, działacz opozycyjny w PRL i społeczny